# Camptosaurus
Camptosaurus ("pokretljivi gušter", (Grčki καμπτος/kamptos - "savijen" i σαυρος/sauros - "gušter") je rod kljunatih dinosaura biljojeda iz razdoblja kasne jure, koji je pripadao redu Ornithischia. Nastanjivao je zapad Sjeverne Amerike. 

## Otkriće i vrste
Dana 4. rujna 1879. godine William Harlow Reed u okrugu Albany otkrio je ostatke maleong euornitopoda. Te iste godine profesor Othniel Charles Marsh opisao ih je i nazvao novu vrstu Camptonotus, ili "pokretljiva leđa", od grčkog κάμπτω, "savijati se" i νῶτον, "leđa", zbog pretpostavljene savitljivosti križne kosti. Holotipni primjerak ove vrste bio je YPM 1877, koji se sastojao od nepotpunog kostura. Rod je preimenovan u Camptosaurus 1885. godine zato što je prvi naziv već nosio jedan rod cvrčaka. Godine 1879. Marsh je imenovao C. dispar (tipičnu vrstu ovog roda), na temelju materijala kojeg je dobio od svojih sakupljača u kamenolomu 13 u blizini Como Bluffa, u Wyomingu u formaciji Morrison, i C. amplus na temelju holotipa YPM 1879, stopala kojeg je pronašao Arthur Lakes u kamenolomu 1A. Kasnije se ispostavilo da je stopalo pripadalo Allosaurusu. Tijekom 1880-ih i 1890-ih, nastavili su mu pristizati primjerci iz kamenoloma 13, te je imenovao još dvije vrste: C. medius i C. nanus, jednim dijelom na temelju veličine. Charles W. Gilmore imenovao je dvije druge vrste, C. browni i C. depressus u svom ponovnom opisu Marshovih primjeraka iz 1909. godine. U formaciji Morrison, fosili Camptosaurusa prisutni su u stratigrafskim zonama 2-6.
Godine 1980. Peter Galton i H.P. Powell u ponovnom opisu C. prestwichi, smatrali su C. nanusa, C. mediusa i C. brownia različitim stadijima rasta ili različitim spolovima većeg C. dispara, pa je time samo C. dispar postao validna vrsta. Smatrali su također da je jedna lubanja, YPM 1887, koju je 1886. godine Marsh pripojio C. amplusu (što je Gilmore kasnije potvrdio), također pripadala vrsti C. dispar. Gilmore je koristio tu lubanju kako bi opisao lubanju Camptosaurusa, ali nedavno su Brill i Carpenter dokazali da ona uopće nije pripadala Camptosaurusu. Godine 2007. oni su je klasificirali kao vlastiti rod i vrstu, Theiophytalia kerri.
Camptosaurus depressus pronađen je u formaciji Lakota, u blizini grada Hot Springs u Južnoj Dakoti. Godine 1909. opisao ga je Charles Gilmore na temelju holotipnog i jedinog primjerka USNM 4753, nepotpunog kostura tijela. Carpenter i Wilson (2008.) premjestili su vrstu u rod Planicoxa, kao P. depressa, na temeljuu sličnosti njegove bočne kosti i holotipne bočne kosti vrste Planicoxa venenica. McDonald i kolege (2010.) i McDonald (2011.) otkrili su, međutim, da je vodoravni postacetabularni proces vrste C. depressus vjerojatnije rezultat deformacije, pa ga je McDonald stavio u vlastiti rod, Osmakasaurus. Jednu dodatnu vrstu, Camptosaurus aphanoecetes, imenovali su Carpenter i Wilson 2008. godine na temelju primjeraka iz Nacionalnog spomenika dinosaura. Razlikuje se od C. dispar među ostalim osobinama po donjoj čeljusti, kraćim vratnim kralješcima i ravnijom sjednom kosti koja završava malenim "stopalom". Analiza koju su 2010. godine sproveli Andrew McDonald i kolege da je kao i Cumnoria, C. aphanoecetes zapravo srodniji naprednijim iguanodontima. Premješten je u novi rod Uteodon.
Dok je Marsh opisivao vrste Camptosaurusa u Sjevernoj Americi, brojne europske vrste priključene su ovom rodu u kasnom 19. i ranom 20. stoljeću: C. inkeyi, C. hoggii, C. leedsi, C. prestwichi i C. valdensis. C. inkeyi (Nopcsa, 1900.) sastoji se od nepotpunih ostataka; više se ne smatra validnom vrstom. C. valdensis je možda driosaurid, na osnovu holotipnog i jedinog primjerka NHMUK R167, loše očuvane lijeve bedrene kosti kojoj nedostaje jedan kraj. Teško je stoga usporediti ga s ostalim driosauridima, uključujući i Valdosaurus canaliculatusa koji je živio u isto vrijeme. C. leedsi vjerojatno je driosaurid i premješten je u novi rod Callovosaurus. Vrstu C. hoggii Richard Owen je isprva nazvao Iguanodon hoggii 1874. godine i premjestili su ga u rod Camptosaurus Norman i Barrett 2002. godine. Od tada je premješten u rod Owenodon.
Posljednja europska vrsta, Camptosaurus prestwichii, pronađena je u Chawley Brick Pitsu, Cumnor Hurst u Oxfordshireu u Engleskoj. Fosil je otkriven kada se industrijskim strojevima zašlo u padinu brda. Godine 1880. Hulke ga je opisao kao Iguanodon prestwichii, a zatim ga je u vlastiti rod Cumnoria svrstao Seeley 1888. godine, ali ga je ubrzo Lydekker premjestio u Camptosaurus 1889. godine. Naish i Martill (2008.), McDonald i kolege (2010.) i McDonald (2011.) otkrili su, međutim, da je Seeley bio u pravu.

## Paleobiologija
Zbog odvojenog statusa Uteodona postalo je teško odrediti koji ostaci iz formacije Morrison pripadaju Camptosaurusu. Primjerci koji sigurno pripadaju vrsti Camptosaurus dispar otkriveni su u vrlo dubokim slojevima, vjerojatno iz razdoblja između 164,7 i 155,7 milijuna godina. Najveći ostaci, iz kamenoloma 14, ukazuju da su odrasle jedinke bile duže od 7,9 metara i visoke 2 metra u kukovima. Na temelju istraživanja drugih iguanodonta, znanstvenici smatraju da je on mogao postići brzinu od 25 km/h.Jedinke iz kamenoloma 13 su pak manje. Dostizale su 6 metara dužine i 785 – 874 kg težine. Godine 2010. Gregory S. Paul dao je još nižu procjenu: dužinu od 5 metara i težinu od pola tone.
Camptosaurus je bio relativno teško građen, s robusnim zadnjim udovima i širokim stopalima s četiri prsta. Zglobovi gornjih bili su jako očvrsnuli, što je dopuštalo toj životinji da se oslanja i na prednje udove pri hranjenju niskom vegetacijom. Prsti su se mogli raširiti, a na palcu se nalazio maleni bodež.
Budući da su Marsh i Gilmore istraživali lubanju roda Theiophytalia, mnoge rane rekonstrukcije glave Camptosaurus bile su netočne, s previše pravokutnom glavom. Lubanja je zapravo bila trokutnog oblika sa zašiljenom njuškom i kljunom. Zubi su bili zbijeniji u čeljusti u odnosu na druge euornitopode iz formacije Morrison. Kustos muzeja, John Foster, izjavio je da su zubi imali "debele grebene sa strane i nazubljenja na rubovima"; te osobine bile su slične kao, ali razvijenije nego kod Dryosaurusa. Zubi Camptosaurusa često pokazuju ekstenzivnu istrošenost, što ukazuje na to da se hranio relativno žilavom vegetacijom.
Maleni fosilizirani zametak dužine 23 cm klasificiran kao Camptosaurus pronađen je u formaciji Morrison.

## Filogenija
Marsh je 1885. godine priključio rod Camptosaurus porodici Camptosauridae. Neki autori, međutim, smatraju da je on primitivni pripadnik porodice Iguanodontidae.
Moderna filogenetika učinila je Camptosaurusa po definiciji pripadnikom kladusa Ankylopollexia, mogao bi biti temeljni pripadnik ove grupe. To bi značilo da je ovaj rod u bliskom srodstvu s pretkom kasnijih iguanodontida i hadrosaurida i da je bio napredniji od rodova Dryosaurus, Drinker i Othnielosaurus.

## Vanjske poveznice
- Iguanodontia na Thescelosaurus!